# Setge de Bunyol
El setge de Bunyol fou un enfrontament militar succeït al juliol de 1413, com a motiu de la revolta del comte d'Urgell, que enfrontava a les tropes de Ferran d'Antequera que ja havia estat coronat com a rei d'Aragó contra el comte d'Urgell; Jaume II d'Urgell.

## Antecedents
El pla general de Jaume II era revoltar totes les regions que li podrien resultar favorables. Entre els seus senyorius, es trobava Bunyol, on la població era de majoria urgellista.
En començar la revolta, Ferran, va assetjar tots els dominis de Jaume II, entre ells Bunyol.

## El setge
El govern de València es va dedicar a enviar a José Escribá, lleial al nou príncep, amb una partida de 60 i 100 ballesters, 20 cavallers i l'artilleria que havia quedat a Sagunt. Llavors, els lleials a Jaume es van fer forts al castell de Bunyol.
Al començament de juliol, les tropes partidaries de Ferran van assetjar el castell. El dia 5, el govern de la ciutat de València va enviar reforços per a les tropes lleials. El setge va transcórrer sense incidents majors i les tropes assetjades es van mantenir a l'espera d'alguna ajuda exterior de Jaume II i les seves tropes lleials.
Poc després, el 19 de juliol, les tropes urgellistes es van rendir i van lliurar el castell. D'aquesta forma, acabaria la revolta urgellista al Regne de València.